# Парсіан
Парсіан (перс. پارسیان) — місто на півдні Ірану, в остані Хормозган, адміністративний центр шахрестану Парсіан. 
Раніше місто називалося Ґавбанді (перс. گاوبندئ).
Розташоване на березі Перської затоки.
За даними на 2012 рік населення становило 12 088 осіб, а за даними перепису 2006 року налічувалось 10 549 осіб.